# Physcius ruficeps
Physcius ruficeps es una especie de coleóptero de la familia Mycteridae.

## Distribución geográfica
Habita en Brasil.